# Conservatoire de Magnitogorsk
Le conservatoire Glinka de Magnitogorsk (Магнитого́рская госуда́рственная консервато́рия (академия) имени М. И. Гли́нки) est un établissement d'enseignement d'État consacré à la musique et à la danse situé à Magnitogorsk en Russie. Il est nommé en l'honneur du compositeur Mikhaïl Glinka.

## Histoire

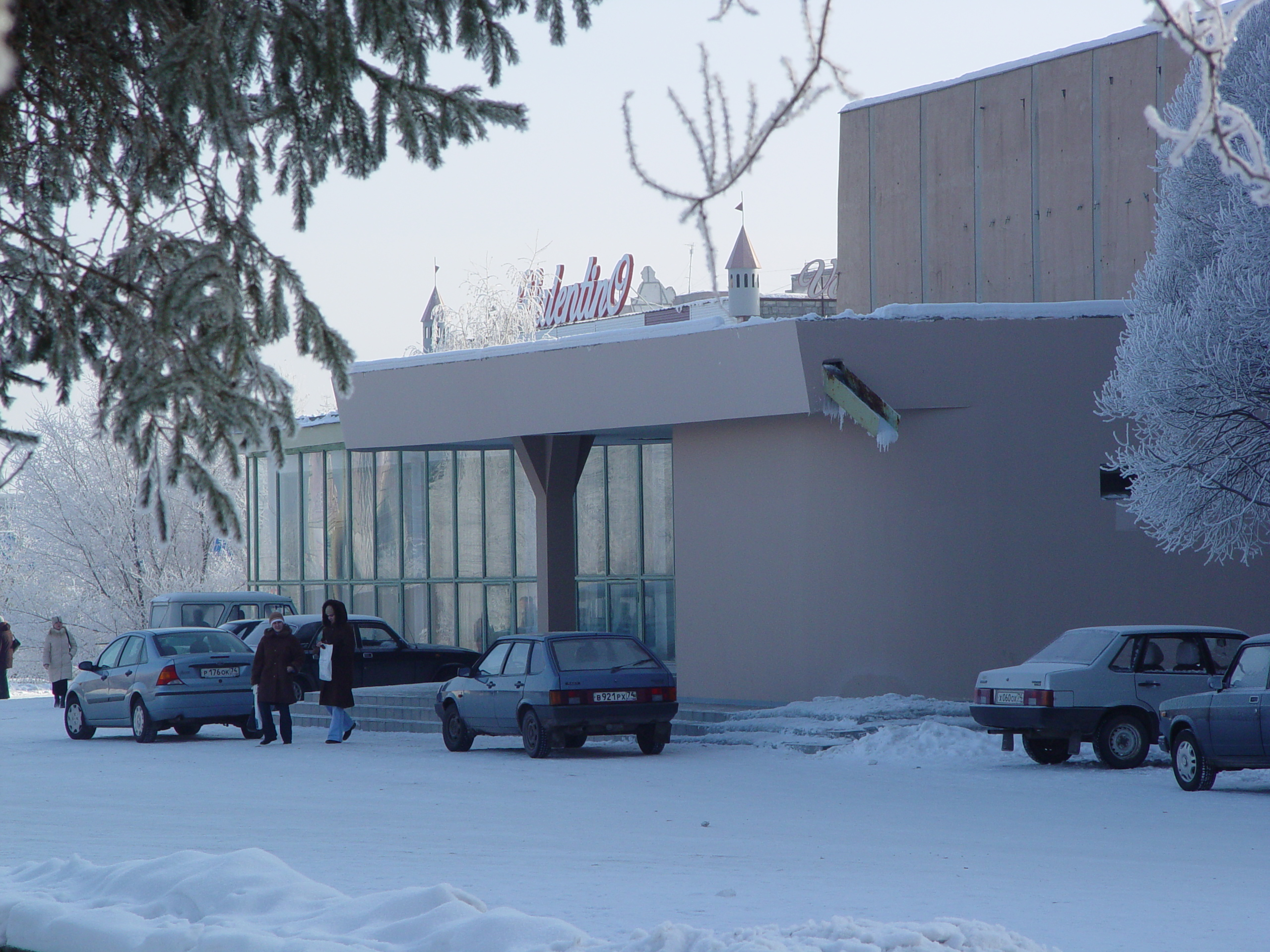
Vue en hiver.

Le conservatoire de Magnitogorsk s'est formé sur la base de l'école de musique Glinka de Magnitogorsk ouverte en 1939 et reconstruite par Semion Eïdinov. Grâce à ses fondateurs, dont Boleslav Iavorski, la réputation de l'école dépasse les frontières de la région et est florissante jusqu'au début des années 1990.
Réorganisée en 1993, l'école obtient en 1996 le statut de conservatoire et en plus d'académie de musique, à l'initiative d'Alexandre Iakoupov.

### Directeurs
- M.I. Poliakov, 1939-1941
- Semion Eïdinov, 1941-1982
- Alexandre Iakoupov, 1983-2000, directeur de l'école de musique, directeur du collège de musique, recteur de l'institut pédagogique de musique, recteur du conservatoire
- Natalia Veremeïenko, 2000-2018, recteur du conservatoire
- Natalia Sokolviak, depuis 2018, recteur du conservatoire[2].

## Structure
Le conservatoire d'État de Magnitogorsk im. M. I. Glinka est un nouveau type de complexe universitaire qui combine trois niveaux d'enseignement musical professionnel - primaire, secondaire et supérieur, ainsi que des études de troisième cycle dans la spécialité 17.00.02 « art musical » et un assistant stagiaire au doctorat dans les spécialités « art de la voix », « direction d'orchestre » et « art de la performance instrumentale et vocale ».
Le conservatoire comprend également l'école chorégraphique, qui a formé plus de trente danseurs de ballet depuis sa fondation. Les diplômés sont demandés dans de nombreux théâtres du pays: à Tcheliabinsk, Magnitogorsk, Moscou, Krasnodar, Samara, Ekaterinbourg, Astrakhan.

## Enseignement

### Facultés
- de musicologie et de pratique de la musique
- d'enseignement théâtral, chorégraphique et musical

### Départements
- Département des étudiants étrangers
- Département des études par correspondance

### Chaires
- spéciale de piano
- de direction d'orchestre et de musique de chambre
- d'instruments à cordes d'orchestre
- d'instruments à vent d'orchestre et de percussions
- d'instruments folkloriques d'orchestre
- de direction chorale
- de chant académique
- de théorie de la musique et d'histoire de la musique
- de piano
- d'histoire de la musique de variété
- d'histoire des arts de la scène, de théorie des arts de la scène et de pédagogie musicale
- d'art dramatique
- de chorégraphie
- d'éducation musicale
- des disciplines philosophiques, d'études littéraires et d'économie.

## Conseil de thèse
Le conservatoire d'État de Magnitogorsk (académie) M. I. Glinka comprend depuis 1998 un conseil mixte n° DM 210.008.01 pour la soutenance des mémoires pour le diplôme de docteur en histoire de l'art et le diplôme de candidat en histoire de l'art dans la spécialité scientifique 17.00.02 dite « art musical ».
Ce conseil est formé par le conservatoire d'État Glinka de Magnitogorsk, le conservatoire d'État Moussorgski de l'Oural (Ekaterinbourg) et l'académie d'État des arts d'Oufa.
Le conseil est créé afin de fournir les conditions nécessaires pour optimiser la formation du personnel scientifique et pédagogique de l'art musical dans les régions du Grand Oural et de la Sibérie occidentale. Le conseil accepte les thèses de soutenance, quels que soient le lieu de leur préparation et l'organisation dans laquelle travaille le candidat.
Au cours des dernières années (1997-2012), 87 thèses ont été soutenues au sein du conseil fonctionnant au conservatoire de Magnitogorsk, dont 6 doctorales. Les sujets peuvent être divisés en huit domaines: 
- questions de philosophie et d'esthétique de la musique, problèmes de musicologie théorique ;
- problèmes de musicologie historique;
- les enjeux des arts musicaux et scéniques (instrumentaux et vocaux, y compris choral) ; problèmes de formation des musiciens-interprètes ;
- folklore musical national des peuples de l'Oural et de la Sibérie ;
- interaction des cultures musicales des régions de la Russie, des pays étrangers;
- musique sacrée russe ;
- problèmes de développement du système d'enseignement musical ;
- caractéristiques du développement de la culture musicale et de l'art dans les régions de Russie (histoire musicale locale)

Le plus grand nombre de thèses ont été soutenus dans les troisième (25 articles), premier (19 articles) et deuxième (12 articles) domaines.
L'origine géographique des candidats qui ont soutenu des thèses au conseil des thèses de Magnitogorsk est vaste: outre Magnitogorsk, il s'agit d'Oufa, d'Ekaterinbourg, de Perm, de Saratov, d'Orenbourg, de Tcheliabinsk, d'Omsk, de Tioumen, de Moscou, de Saint-Pétersbourg, de Togliatti, de Sourgout, de Sotchi, Toula, ainsi que de pays étrangers, comme la Grande-Bretagne et le Vietnam.

## Collectifs
- orchestre symphonique
- chœur féminin
- chœur mixte académique
- orchestre d'instruments folkloriques
- orchestre d'instruments populaires russes Kalinouchka
- orchestre de jazz
- orchestre d'instruments à vent
- troupe de ballet contemporain
- chaire d'art dramatique

### Collectifs pour enfants
- orchestre d'instruments à vent du lycée de musique du conservatoire
- orchestre d'instruments à vent «Jeunesse de Magnitka»
- orchestre d'instruments à cordes du lycée du conservatoire
- orchestre d'instruments populaires du lycée du conservatoire
- chœur de garçons «Les Petits Rossignols de Magnitka»
- théâtre de musique du lycée du conservatoire «Piccolo»

## Concours et festivals
Des concours et festivals sont donnés dans le cadre du conservatoire de Magnitogorsk:
- Concours international d'ensemble de musique de chambre Gaïdamovitch (tous les trois ans en décembre)
- Festival-concours international d'orchestres et d'ensembles d'instruments populaires «Europe — Asie» (tous les deux ans en avril)
- Concours panrusse de direction chorale Eïdinov (tous les cinq ans en avril)
- Concours panrusse pour instruments à vent et percussions «Fanfares de l'Oural» (tous les trois ans en mars)
- Concours régional de leçons ouvertes «Panorama des réalisations pédagogiques» des étudiants des établissements d'art et de culture et des jeunes enseignants (tous les ans en octobre)

### Enseignants notables
- Saria Malioukova
- Alexandre Mordoukhovitch
- Nikolaï Skripnitchenko

### Anciens étudiants notables
- Evgueni Brajnik
- Alexandre Iakoupov
- Friedrich Lips
- Alexandre Mordoukhovitch

### École-lycée du conservatoire
L'école-lycée du conservatoire est un établissement primaire et secondaire professionnel d'enseignement rattaché au conservatoire, spécialisé dans l'enseignement instrumental, de chant soliste académique et de chant de variété.

## Musée de culture musicale de la ville de Magnitogorsk

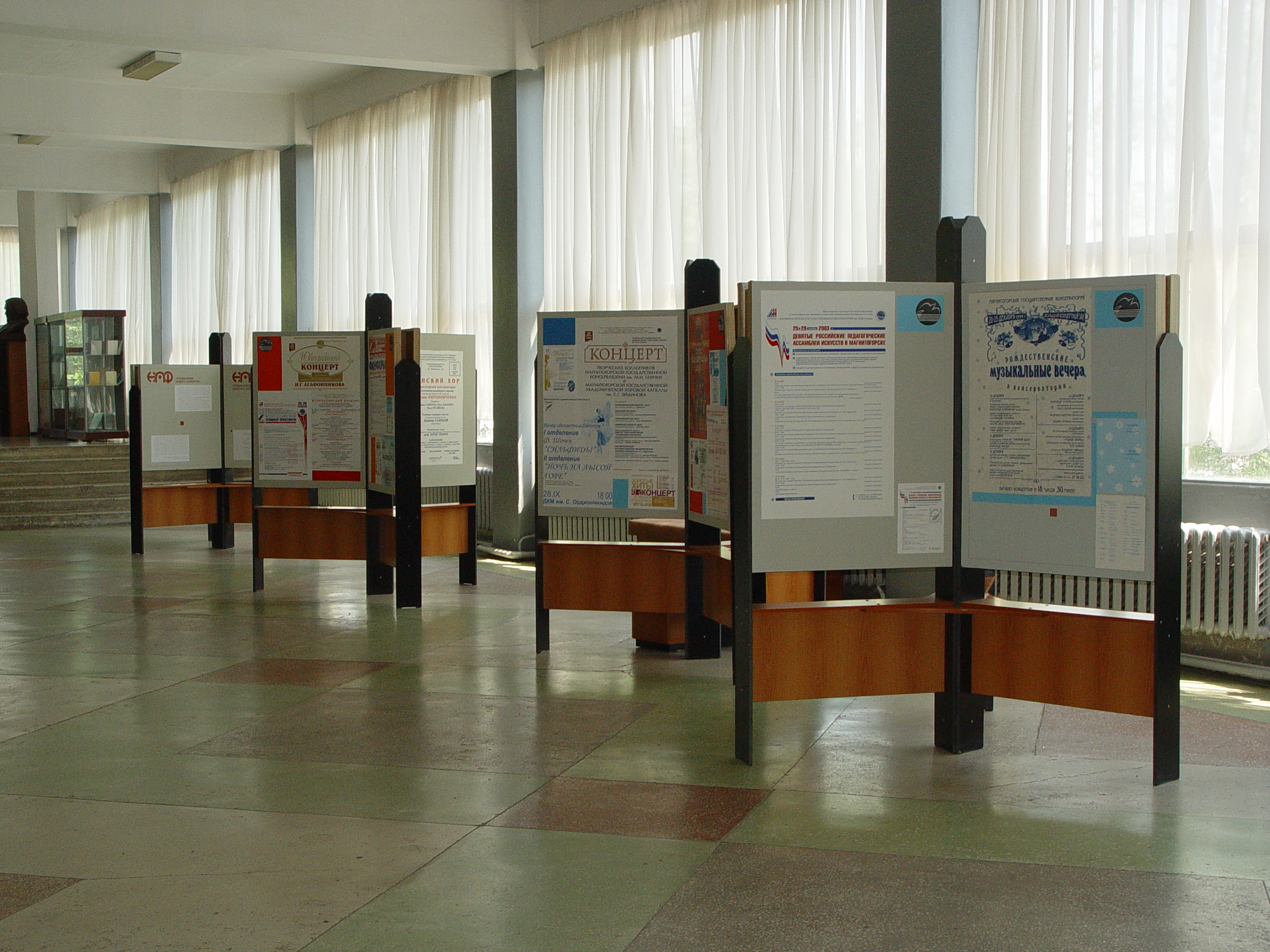
Quelques panneaux du musée.

Le musée comprend 6 674 pièces dans ses fonds. En 2011, trois nouvelles expositions sont mises en place: Souvenir du pianiste Vladimir Galitski, Centenaire de l'artisite du peuple de RSFSR Semion Eïdinov et centenaire de la pianiste N. Amnouel.
Le musée est visité par environ neuf mille personnes par an.